# Jean-Marc Collienne
Jean-Marc Collienne, né le 1er mars 1962 à Waremme, est un journaliste belge installé à l'Ile de la Réunion, département d'outre-mer français dans le sud-ouest de l'océan Indien.. Après avoir entamé sa carrière à Vers l'Avenir et RTL-TVI, en Belgique, il rejoint la Réunion en 1991. Il a été présentateur du journal télévisé d'Antenne Réunion, la chaîne de télévision privée de l'île. Dès septembre 2011, il présente le journal télévisé sur la chaîne publique concurrente, Réunion 1re et anime différents rendez-vous d'information.

## Biographie
Scolarisé au collège Saint-Servais de Liège puis diplômé de l'Institut des hautes études des communications sociales, à Bruxelles, il travaille pour Vers l'Avenir de juillet 1988 à décembre 1990.
Au début des années 1990, Jean-Marc Collienne participe au lancement d'Antenne Réunion, première chaîne privée autorisée dans l'outremer français. Il quitte La Réunion en 1993 pour rejoindre RTL-TVI à Bruxelles, où il travaille jusqu'en décembre 1999. Il présente le journal télévisé de 13 heures sur cette chaîne.
En 2000, il revient à La Réunion et présente les journaux télévisés du soir d'Antenne Réunion jusqu'en août 2011 où il quitte son poste pour rejoindre Réunion 1re où il présente également le journal télévisé du soir jusqu'en 2016. Il présente ensuite différentes émissions et magazines et est notamment chargé des grands rendez-vous politiques : débats électoraux et soirées électorales. Depuis 2021, il anime un débat de société mensuel intitulé Sobatkoz. Il intervient également régulièrement dans les journaux télévisés pour des séquences de décryptage. Il participe aussi à la réalisation de la série de documentaires "Une vie réunionnaise" qui dresse le portrait de personnalités de la Réunion.

## Vie privée
Jean-Marc Collienne est père de cinq enfants.